# Bob Mellish, Baron Mellish
Robert Joseph Mellish, Baron Mellish (* 3. März 1913 in Deptford; † 9. Mai 1998 in Sompting) war ein britischer Politiker. Von 1946 bis 1982 fungierte er als Abgeordneter der Labour Party, für die er von 1969 bis 1976 das Amt des Chief Whip ausübte. Später zerstritt er sich mit Mitgliedern der Labour Party seines Wahlkreises, die politisch nach links gedriftet war, und trat schließlich aus seiner Partei aus.

## Frühes Leben
Bob Mellish wurde 1913 in Deptford als dreizehntes von vierzehn Kindern des Hafenarbeiters John Mellish und seiner Gattin Mary Elizabeth Carroll geboren. Sein Vater hatte an den Streiks der Werftarbeiter von 1899 und 1912 teilgenommen. Nach der Beendigung seines Schulbesuchs arbeitete Bob Mellish für die Transportarbeitergewerkschaft. Nach Beginn des Zweiten Weltkriegs im Jahr 1939 erhielt er seine Einberufung und kämpfte schließlich in der britischen Armee in der Stellung eines Majors der Royal Engineers gegen japanische Truppen in Südostasien.

## Politische Karriere
Als Ben Smith aus dem britischen Parlament ausschied, war die Vertretung des Londoner Wahlkreises Rotherhithe vakant. Die meisten Lokalpolitiker favorisierten John Gillison, der diesen Wahlkreis im London County Council vertrat, doch wurde letztlich Mellish gewählt, nachdem die Delegierten der Transportarbeitergewerkschaft geschlossen für ihn stimmten. Eine Ergänzungswahl zur Neubesetzung des Wahlkreises gewann er 1946 mit Leichtigkeit. 1950 wurde der Wahlkreis vergrößert und in Bermondsey umbenannt.
1950 wurde Mellish parlamentarischer Privatsekretär (Parliamentary Private Secretary) des Ministers für Versorgung (Minister of Supply), George Strauss, sowie 1951 jener des Rentenministers (Minister for Pensions), George Isaacs, d. h., er fungierte als Kontaktperson zwischen den genannten Ministern und den anderen Abgeordneten. Er war ferner von 1956 bis 1977 Vorsitzender von Labours Londoner Regionalpartei.
Als die von Harold Wilson angeführte Labour Party die Unterhauswahlen von 1964 gewann, wurde Mellish parlamentarischer Staatssekretär des Wohnungsbau- und Kommunalministers, welche Funktion er bis 1967 ausübte. Danach war er von 1967 bis 1970 Minister für öffentliche Gebäude und Arbeiten (Minister of Public Building and Works). 1970 wurde er Wohnungsbau- und Kommunalminister, war nun aber dem Minister für lokale Selbstverwaltung und Regionalplanung, Anthony Crosland, untergeordnet. Während der Amtszeiten Harold Wilsons als Premierminister Großbritanniens hatte Mellish ferner von 1969 bis 1970 sowie von 1974 bis 1976 die Funktion des parlamentarischen Staatssekretärs im Schatzamt, d. h. die Funktion des Chief Whip (erster parlamentarischer Geschäftsführer), inne und war als solcher für seine harte Amtsführung bekannt.
Mellish befürwortete zwar den Beitritt Großbritanniens zum gemeinsamen europäischen Markt, trat aber 1971 im Einklang mit der damaligen Politik der Labour Party gegen die entsprechenden Beitrittsbemühungen des konservativen britischen Premierministers Edward Heath auf. Als getreuer Anhänger Wilsons weinte er offenbar, als er 1976 von dessen Rücktritt als Premierminister erfuhr. Vergeblich unterstützte er danach den Versuch von Michael Foot, Wilsons Nachfolger zu werden; stattdessen gewann James Callaghan die Wahl für die Parteiführung und wurde damit auch neuer Premierminister. Trotz großer ideologischer Unterschiede kam Mellish auf zwischenmenschlicher Ebene gut mit Foot aus, empfand aber gegen Callaghan eine derartige Abneigung, dass er nur wenige Monate nach Wilsons Rücktritt aus der Labour-Regierung ausschied.
Bei einer Podiumsdiskussion sagte Mellish, dass er kein Antirassist sei, und 1976 sprach er sich dafür aus, dass von Hastings Kamuzu Banda aus Malawi vertriebene Asiaten, die einen britischen Pass besaßen, dennoch nicht eine Übersiedlung nach England gestattet werden sollte.

## London Docklands Development Corporation
Die Regierung von Margaret Thatcher war 1980 darauf erpicht, dass ein Vertreter der Labour Party Vizevorsitzender der London Docklands Development Corporation (LDDC) wurde, aber die Labour Party lehnte die Gründung der LDDC komplett ab und verweigerte daher die Nominierung einen Repräsentanten für den Posten des Vizevorsitzenden. Mellish war jedoch zur Annahme des Postens bereit. Diese Entscheidung Mellishs, sich in der Vorstandsetage der LDDC anstellen zu lassen, verschärfte seine Kluft zur lokalen Labour Party in Bermondsey, die er im Parlament vertrat und die bei ihrer jährlichen Versammlung im gleichen Jahr eine Liste mit vielen linksgerichteten Kandidaten erstellt hatte.

## Bermondsey-Nachwahl
Mellish war gegen den Linksruck der Labour Party und entschloss sich, nicht mehr für eine Wahl zu kandidieren. Tam Dalyell sagte später, dass Mellishs letzte Jahre im House of Commons überschattet waren von ständigen Kontroversen mit neu in die lokale Bermondsey Labour Party eingetretenen, radikal linken Yuppies und Vertretern der trotzkistischen Gruppe der Militant Tendency, Leuten, die völlig anders als jene Hafenarbeiter gesinnt gewesen seien, die ihn vier Jahrzehnte zuvor gewählt hatten. Er wollte, dass sein Mitstreiter John O’Grady, Vorsteher des Gemeinderats von Southwark, an seiner Stelle gekürt würde, doch die Labour Party in Bermondsey wählte indessen ihren Parteisekretär Peter Tatchell. Mellish zeigte seinen Unmut öffentlich und drohte mit seinem sofortigen Rücktritt und einer damit verbundenen Nachwahl, falls Tatchell auch von der Labour Party auf nationaler Ebene unterstützt werde. Unerwarteterweise verkündete Labour-Chef Michael Foot, dass, soweit es ihn beträfe, Tatchell niemals Unterstützung erführe.
Als sich aber im August 1982 abzeichnete, dass Tatchell die Kandidatur erlaubt würde, wenn ihn die Labour Party des Wahlkreises Bermondsey erneut aufstellte, gab Mellish seinen Austritt aus der Labour Party und seinen Verbleib im Unterhaus als unabhängiger Abgeordneter bekannt. Im November 1982 legte er seinen Parlamentssitz zurück, indem er Steward of the Chiltern Hundreds wurde, und erzwang so in Bermondsey eine im Februar 1983 abgehaltene Nachwahl, bei der Mellish für O’Grady die Werbetrommel rührte. Zwar schnitt O’Grady bei dieser Nachwahl schlecht ab, doch hatte Mellish zumindest die Befriedigung, dass Tatchell eine schwere Niederlage gegen den liberalen Kandidaten Simon Henry Ward Hughes erlitt. Fünf Jahre nach Mellishs Tod, 2003, behauptete Tatchell, dass Mellish insgeheim bisexuell gewesen sei und ihn ständig zu verführen gesucht habe, aber ihn nach jeder Abfuhr gewarnt habe, dies publik zu machen, da ihm ohnehin nicht geglaubt würde.

## Späteres Leben
Später trat Mellish der Social Democratic Party bei. 1985 trat er von seinem Amt des Vizevorsitzenden der London Docklands Development Corporation zurück und stimmte am 12. Juli 1985 seiner Aufnahme unter die Life Peers als Baron Mellish, of Bermondsey in Greater London zu, woraufhin er als Parteiloser im House of Lords saß. Er war Fan des Millwall Football Club und Präsident des Millwall Supporters Club. Während der Debatte zum Gedenken an den 50. Jahrestag der Kapitulation Japans im Zweiten Weltkrieg drückte Hugh Jenkins 1995 „Reue und Bedauern“ über die Atombombenabwürfe auf Hiroshima und Nagasaki aus. Mellish entgegnete, dass er an Bord eines Schiffes gewesen sei, als er vom Kriegsende erfahren und daraufhin Gott für die Atombombe gedankt habe.
Mellish, der seit 1938 mit Anne Warner verheiratet war und mit ihr fünf Söhne hatte, starb am 9. Mai 1998 im Alter von 85 Jahren in Sompting, West Sussex. Das höchste Gebäude in Milton Keynes, Mellish Court, ist nach ihm benannt.